# Sepedophilus bipunctatus
Sepedophilus bipunctatus – gatunek chrząszcza z rodziny kusakowatych i podrodziny Tachyporinae.

## Taksonomia
Gatunek opisany został w 1802 roku przez Johanna Ludwiga Christiana Gravenhorsta jako Tachyporus bipunctatus.

## Opis
Chrząszcze o ciele długości 2,4 do 2,6 mm, w całości owłosionym i drobno punktowanym. Boki pokryw z długimi, odstającymi szczecinkami. 5 człon czułków poprzeczny. Ciało czarne. Nasada i 11 człon czułków żółtawo-czerwone. Nasadowa część pokryw i rejon w okolicy szwu żółtawo-czerwone. Odnóża żółte.

## Występowanie
Gatunek zasiedla Europę, Rosję, Turcję, Syrię, Liban i Algierię
. W Europie występuje głównie części środkowej i południowo-wschodniej, w tym w Polsce.
Spotykany w butwiejących pniakach, gnijących odpadkach drzewnych, ściółce, pod chrustem, listowiem i igliwiem oraz w dziuplach.